# Ex-voto
Ex-voto, latinski je izraz za zavjetnu ponudu nekom svetcu ili božanstvu. Daje se u znak spomena na ispunjenje neke zavjetne zamolbe kao znak zahvalnosti i posvećenosti. Najčešće je u vidu slike ili reljefnog prikaza.
Sam običaj ima svoje korijene u staroj Grčkoj.
U Hrvata ova je praksa bila raširena prije svega u Dalmaciji i dubrovačkom primorju, te Boki kotorskoj. U biti ova tradicija i danas živi u Španjolskoj i Italiji, te latinskoameričkim zemljama i Meksiku.
Identičan običaj postoji i u Pravoslavnoj crkvi, prije svega u Grčkoj (tamata).

## Vanjske poveznice
- Everyday Miracles: Medical Imagery in Ex-Votos National Library of Medicine.
- Marine french ex-voto of Marseille (France)  Arhivirana inačica izvorne stranice od 1. ožujka 2021. (Wayback Machine)
- Archivo de ex votos
- Museo Virtuale Exvoto  Arhivirana inačica izvorne stranice od 1. rujna 2009. (Wayback Machine)
- Exvotos Mexicanos